# مجموعه آثار رهبانی ارامنه ایران
مجموعه آثار رهبانی ارامنه ایران (انگلیسی: Armenian Monastic Ensembles of Iran) مجموعه سه کلیسای ارمنی (قره کلیسا، کلیسای استفانوس مقدس و کلیسای زور زور) است که در استان‌های آذربایجان غربی و آذربایجان شرقی قرار دارند. این کلیساها در دوره زمانی میان سده‌های هفتم تا چهاردهم میلادی بنیادگذاری شده و با گذشت زمان چندین بار بازسازی شده‌اند.
مجموعه کلیساهای ارمنی ایران در ۸ ژوئیه ۲۰۰۸ به عنوان میراث فرهنگی در فهرست میراث جهانی یونسکو ثبت شدند.

## نگارخانه

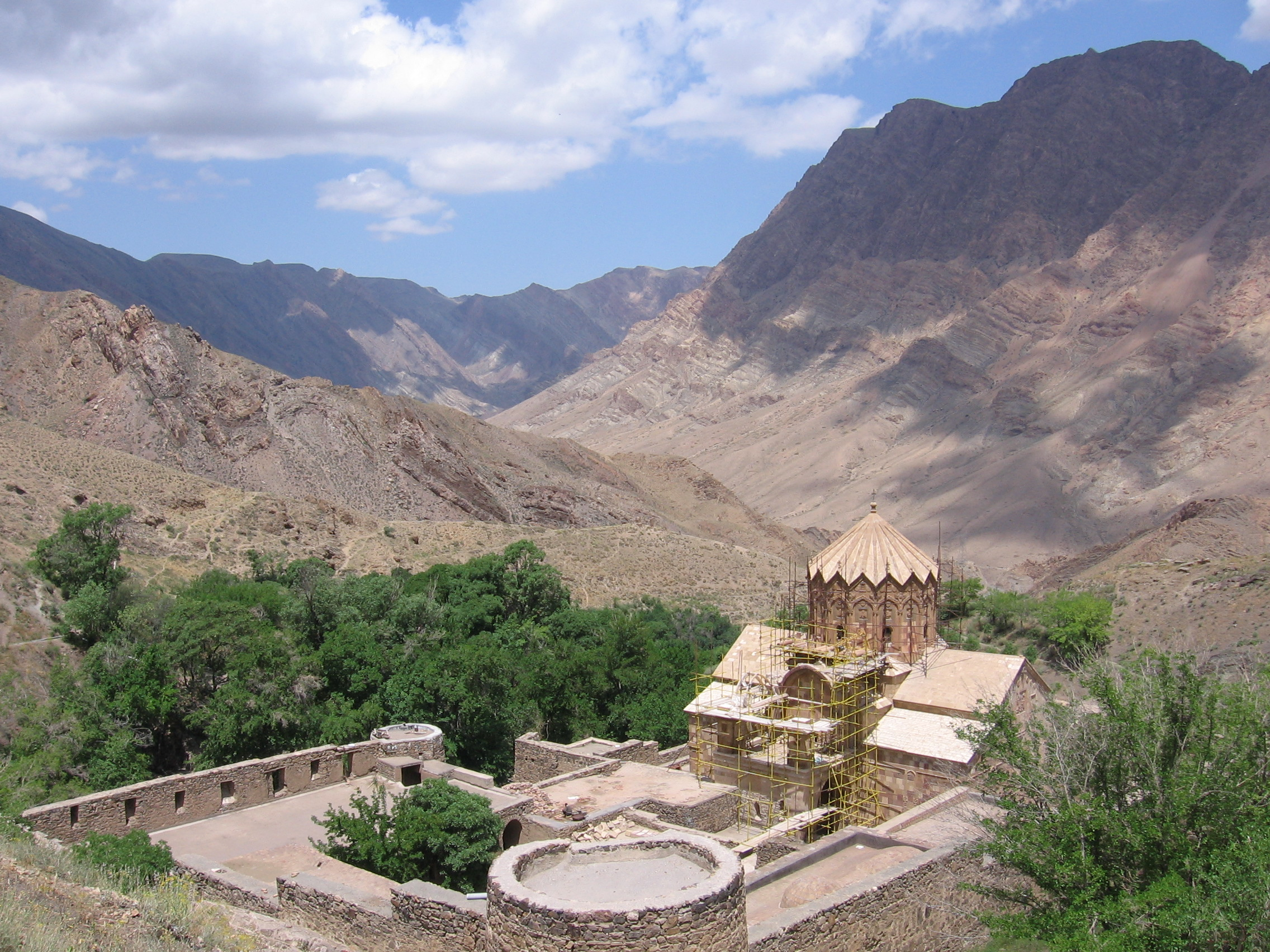
کلیسای استپانوس مقدس
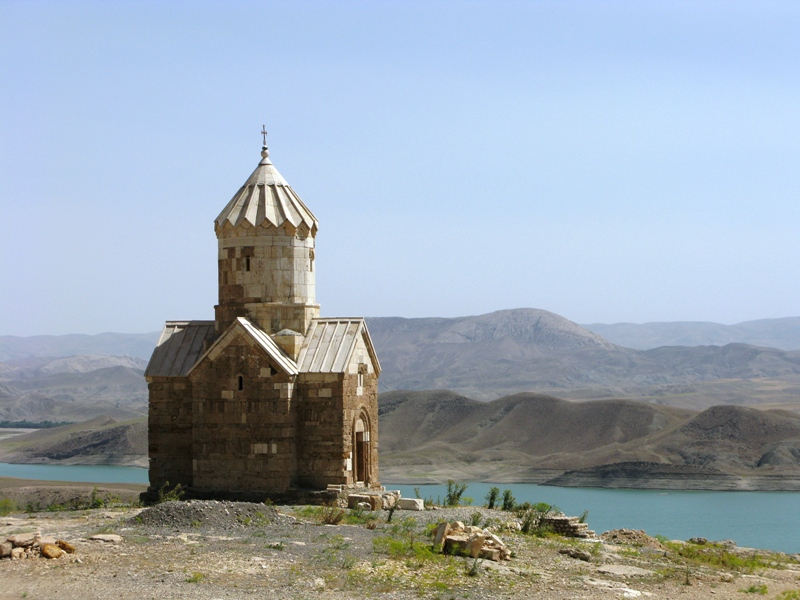
کلیسای زور زور